# Béni Egressy
Béni Egressy (właściwie: Benjámin Galambos; ur. 21 kwietnia 1814 w Sajókazinc  – zm. 17 lipca 1851 w Peszcie ) – węgierski kompozytor, dramaturg, tłumacz i aktor.
Był synem protestanckiego pastora Pála Galambosa i Julianny Juhász oraz młodszym bratem Gábora Egressy'iego, aktora teatralnego. Ukończył liceum ewangelickie w Miszkolcu, a następnie słynne protestanckie kolegium w Sárospatak. Po studiach objął stanowisko pomocniczego nauczyciela w Moldavie nad Bodvou (wówczas pod węgierską nazwą Szepsi). Podczas pobytu w tym mieście w 1830 r. ujrzał po raz pierwszy swego brata na scenie teatru w nieodległych Koszycach i wówczas zapragnął również zostać aktorem.
Béni Egressy zaczął grać role aktorskie w 1834 roku. Był członkiem zespołów teatralnych w Koszycach i w Cluj, a w 1837 podobnie jak brat stał się członkiem teatru narodowego w Pradze. W czasie rewolucji węgierskiej w 1848 roku Egressy był członkiem oddziałów rewolucyjnych, walczących w oddziałach Honvédów. Po stłumieniu rewolucji, Egressy został objęty amnestią, dzięki której mógł powrócić na scenę.
Béni Egressy zmarł w Peszcie w 1851 roku w wieku 37 lat.

## Twórczość
Béni Egressy był bardziej doceniony za aktorstwo niż za utwory, jakie stworzył jako kompozytor. Jednym z jego największych dzieł było skomponowanie muzyki do utworu Szózat autorstwa znanego węgierskiego poety Mihálya Vörösmartyego. Szózat zdobył ogromną popularność wśród Węgrów, którzy nazwali go „drugim hymnem narodowym” .

## Upamiętnienie
W mieście Moldava nad Bodvou, na centralnym placu w pobliżu kościoła katolickiego, znajduje się niewielki pomnik upamiętniający B. Egressy'iego. Ukazana jest na nim jego podobizna oraz wyryte nuty i słowa (Hazádnak rendületlenűl) pierwszych taktów pieśni Szózat.
W 2014 r. na Węgrzech podobizna Egressy'iego znalazła się na pamiątkowej monecie o nominale 10 000 forintów, wybitej z okazji 200. rocznicy urodzin kompozytora.